# 赫倫萊克鎮區 (明尼蘇達州傑克遜縣)
赫倫萊克鎮區（英語：Heron Lake Township）是位於美國明尼蘇達州傑克遜縣的一個行政鎮區。

## 地方資料
赫倫萊克鎮區的面積為112.78平方千米，當中陸地面積為100.14平方千米，而水域面積為12.64平方千米。根據2020年美國人口普查的數據，當地共有人口305人，而人口密度為每平方千米2.7人。